# Přestavlky u Čerčan
Přestavlky u Čerčan jsou obec v okrese Benešov ve Středočeském kraji. Rozkládá se na 648 hektarů ve výšce 429 metrů a žije zde 430 obyvatel.
Ve vzdálenosti devět kilometrů jihozápadně leží Benešov, dvacet kilometrů jižně Vlašim a 35 kilometrů severozápadně Praha.
Severně od jádra obce leží vrch Vepří (481 metrů).

## Historie
První písemná zmínka o obci pochází z roku 1228.

## Obyvatelstvo
| Rok            | 1869 | 1880 | 1890 | 1900 | 1910 | 1921 | 1930 | 1950 | 1961 | 1970 | 1980 | 1991 | 2001 | 2011 | 2021 |
| -------------- | ---- | ---- | ---- | ---- | ---- | ---- | ---- | ---- | ---- | ---- | ---- | ---- | ---- | ---- | ---- |
| Počet obyvatel | 552  | 585  | 587  | 527  | 465  | 452  | 415  | 492  | 332  | 307  | 262  | 251  | 255  | 346  | 429  |
| Počet domů     | 64   | 71   | 82   | 82   | 77   | 78   | 90   | 257  | 85   | 76   | 72   | 90   | 92   | 118  | 118  |

## Obecní správa

### Části obce
- Borka
- Čistec
- Doubravice 1.díl
- Dubsko
- Chlum
- Přestavlky u Čerčan

Součástí obce je i osada Zahořany.

### Obecní symboly
Znak a vlajka byly obci uděleny rozhodnutím předsedy Poslanecké sněmovny Parlamentu České republiky dne 22. října 2008.

## Pamětihodnosti
- Hrad Stará Dubá
- kaplička v Přestavlkách
- kaplička na Čistci

## Galerie

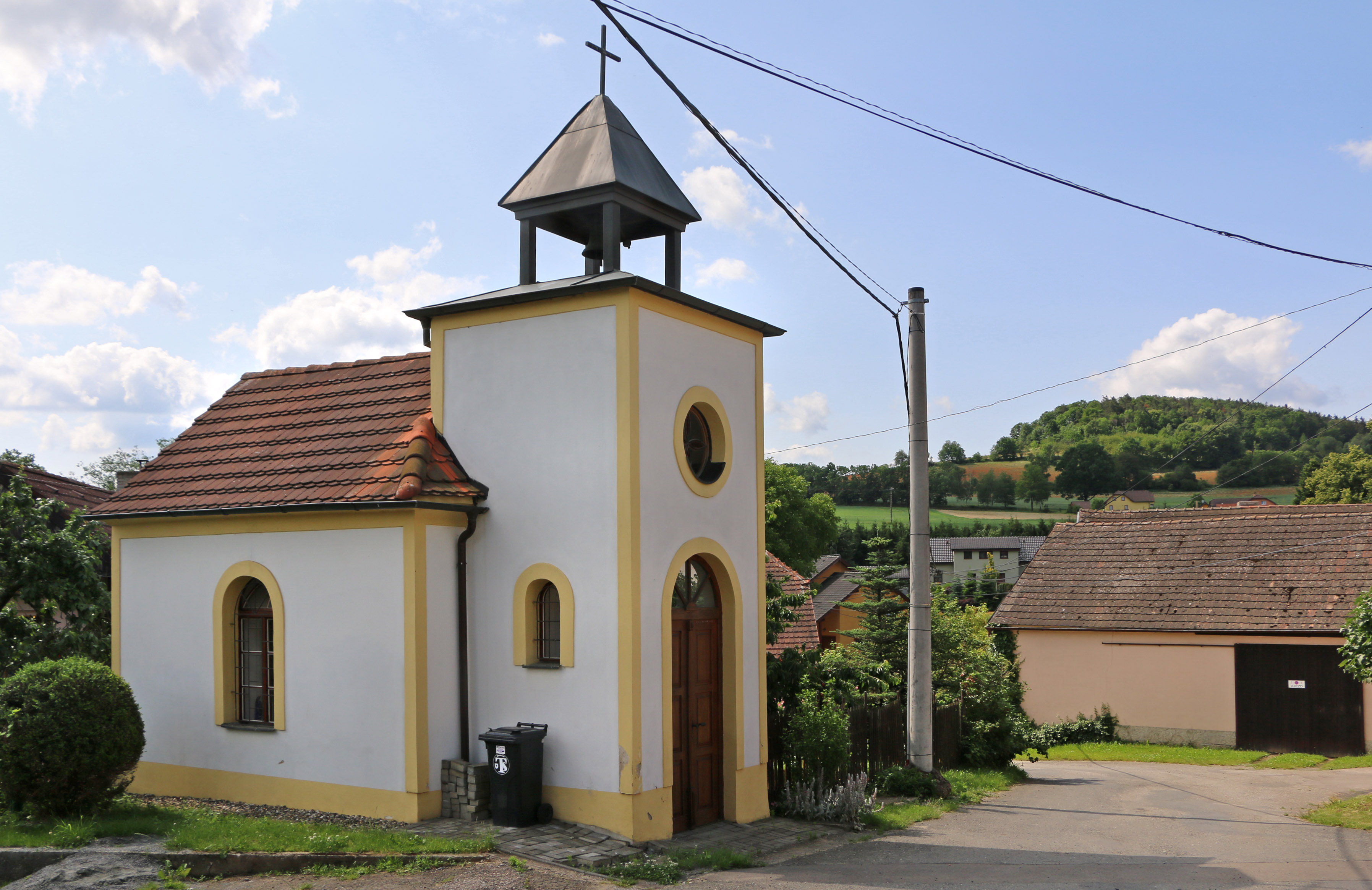
Kaplička na severu vsi
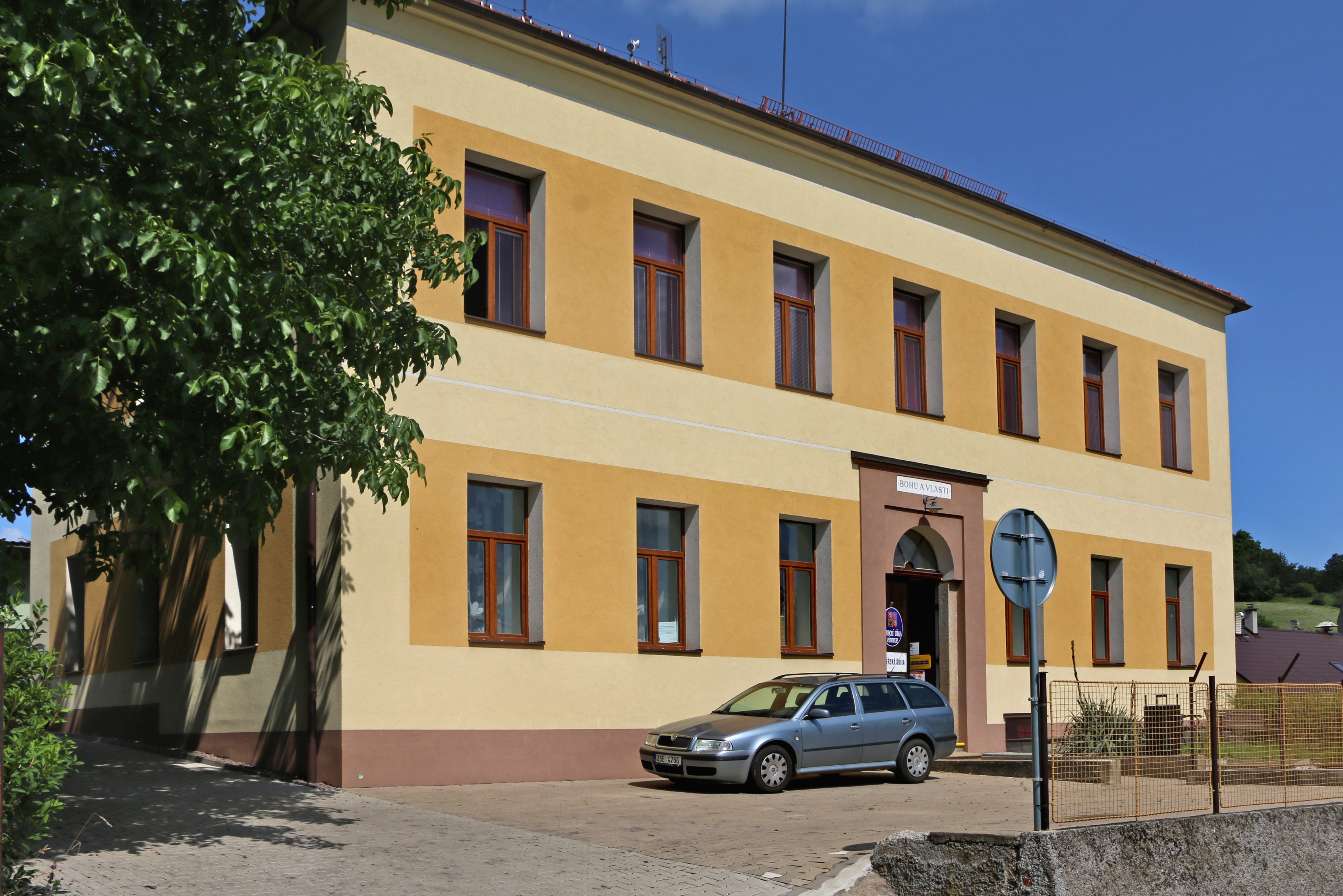
Obecní úřad
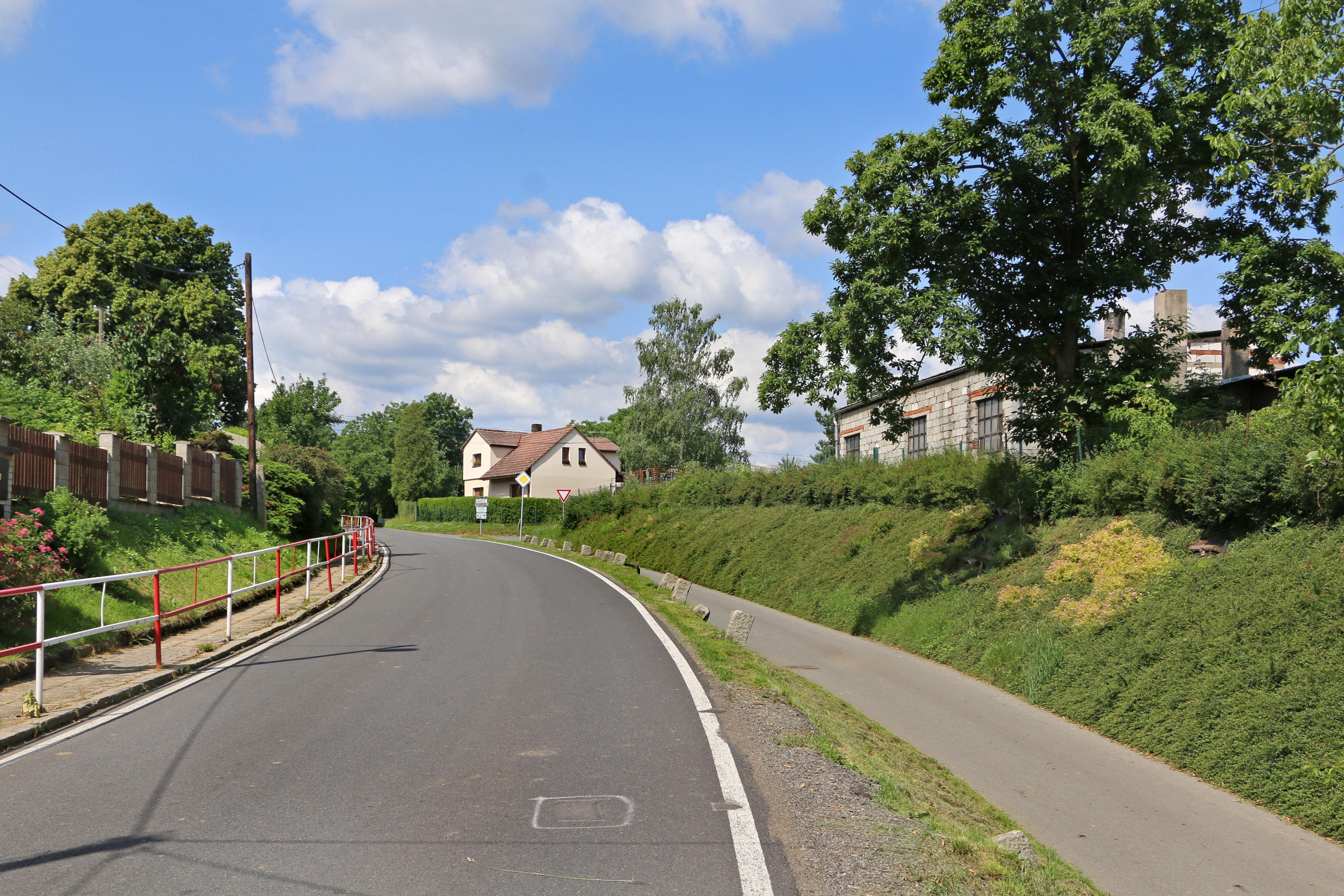
Silnice č. II/109